# Brahin (Siedlung)
Brahin (belarussisch Брагін; russisch Брагин Bragin) ist eine Siedlung städtischen Typs im Südwesten der belarussischen Homelskaja Woblasz und das administrative Zentrum des Rajons Brahin mit etwa 3700 Einwohnern.

## Geschichte

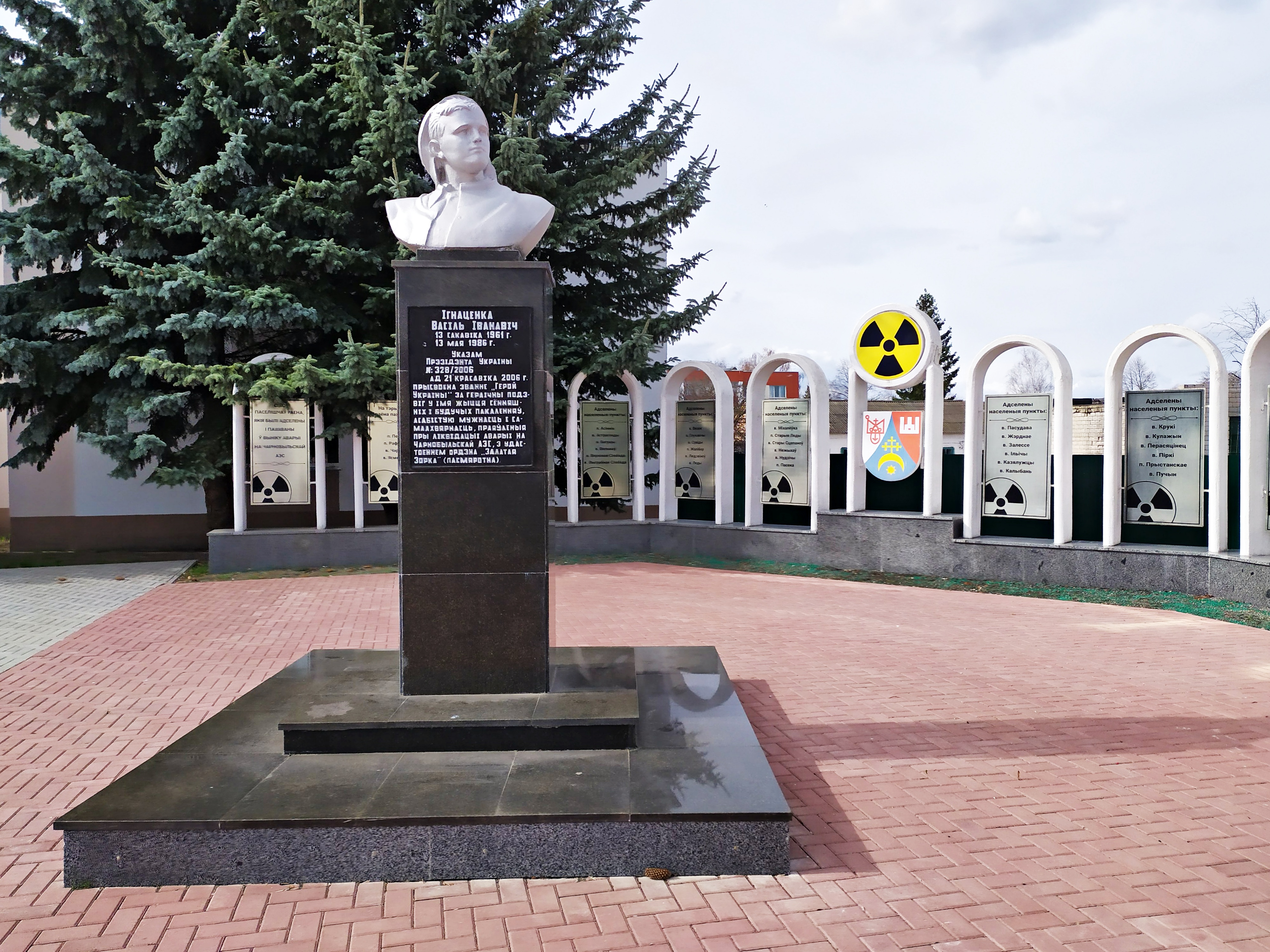
Zentraler Platz mit Denkmal des Liquidators Wassili Ignatenko

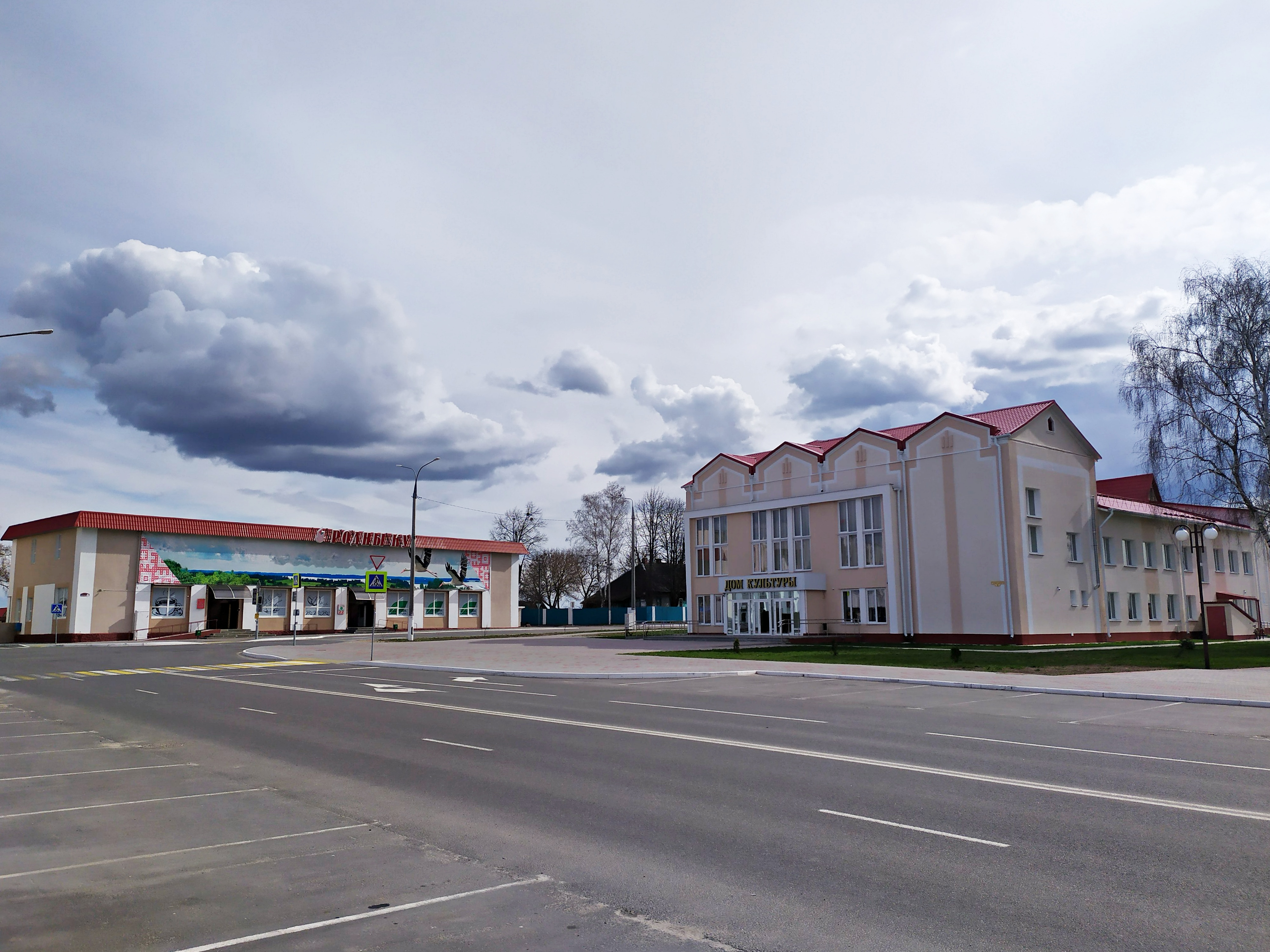
Zentrales Kaufhaus und Kulturzentrum

Die Ortschaft wurde als eine der größten Städte des Fürstentums Kiew 1147 erstmals in der Hypatiuschronik schriftlich erwähnt. Bei Brahin wurde 1807 ein nach der Ortschaft benannter Meteorit gefunden.
Infolge der Nuklearkatastrophe von Tschernobyl im 45 km südlich liegenden Kernkraftwerk Tschernobyl wurde die Siedlung, wie der gesamte Rajon, 1986 radioaktiver Kontamination ausgesetzt und ist seitdem eine der am stärksten von der Katastrophe betroffenen Ortschaften.
2016 wurde in Brahin mit einer Fläche von mehr als 41 Hektar und einer Nennleistung von 18,48 MW das größte belarussische Solarkraftwerk in Betrieb genommen.

## Geografische Lage
Brahin liegt auf 113 m Höhe am Ufer der Brahinka, einem 179 km langen, linken Nebenfluss des Prypjat am Rand der Sperrzone von Tschernobyl nahe der ukrainischen Grenze.
Die Siedlung befindet sich etwa 100 km südwestlich von Homel und 350 km südöstlich von Minsk.
In der Ortschaft trifft die Fernstraße P–125 (H–42–79) auf die P–35.

## Bevölkerungsentwicklung
Quellen:1923–2019, 1939